# Wetterkreuz (Bergbau)
Ein Wetterkreuz, auch Wetterbrücke genannt, ist ein wettertechnisches Bauwerk, das zur Wettertrennung von Frisch- und Abwettern dient. Durch Wetterkreuze wird die Vermischung der unterschiedlichen Wetterströme oder ein Wetterkurzschluss unterbunden.

## Grundlagen
Bei Lagerstätten mit flacher Lagerung ist es oftmals erforderlich, dass unterschiedliche Wetterströme miteinander gekreuzt werden müssen. Insbesondere kommt dies auch beim Einsohlenbau vor, wie er beim Kalibergbau und im Steinkohlenbergbau in Großbritannien verwendet wurde. Dadurch kommt es dann zu einer Vermischung von Frisch- und Abwettern. Diese Vermischung der unterschiedlichen Wetterströme muss mit Wetterbauwerken verhindert werden. Ein weiteres wettertechnisches Problem beim Einsohlenbau ist, dass hier oftmals Strecken dicht beieinander liegen. Diese Strecken sind dann in den Bauabteilungen häufig durch Durchhiebe miteinander verbunden. Durch die Art und Weise der Ausrichtung kommt es in diesem Bereich, insbesondere dann, wenn ein kräftiger Wetterstrom erforderlich ist, zu Verlusten an Wettern durch Wetterkurzschluss. Werden Wetterkreuze durch eine Schlagwetterexplosion zerstört, kommt es zu einer Vermischung der Wetterströme. Außerdem können sich die Nachschwaden weit in den Grubenbauen verbreiten.

## Aufbau
Wetterkreuze müssen so gebaut werden, dass der Wetterquerschnitt des kreuzenden Wetterstroms nicht verengt wird. Sie müssen in der Regel so gebaut werden, dass sie eine genügende Festigkeit aufweisen. Sie werden meist aus Stahlblechelementen erstellt oder sie werden aus Steinen gemauert. Es gibt auch Wetterkreuze, die aus Stahlbetonformteilen hergestellt sind. Unter bestimmten Voraussetzungen sind auch einfache Bretterverschläge als Wetterkreuz ausreichend. Mit welcher Art und wie sorgfältig ein Wetterkreuz gebaut wird, hängt in erster Linie von den Druckunterschieden der beiden sich kreuzenden Wetterströme ab. Bei annähernd gleichen Wetterdruckverhältnisse sind Wetterkreuze aus Holz ausreichend. Bei sehr wichtigen Wetterkreuzen führt man eine Strecke über die andere hinweg und lässt zwischen den beiden Strecken eine Bergfeste stehen. Wetterkreuze aus Formteilen müssen besonders abgedichtet werden. Hierfür werden die Dichtungsmaterialien fest in die vorhandenen Ritzen gestopft. Um die Fahrung zu ermöglichen, werden Wetterkreuze mit Wettertüren versehen.